# 水元ローラ
水元 ローラ（みずもと ローラ、1983年 - ）は、日本の漫画家、イラストレーター。東京都出身。都立工芸高校グラフィックアーツ科卒業。

## 経歴
2004年、『別冊マーガレット』（集英社）に掲載された「超ダセぇ!」でデビュー。
ペンネームの由来は印刷用語の水元ローラー。

## 作品
コミックス
- 「キスのその先」（2014年、宝島社）
- 「近づいたり離れたり」（2014、幻冬舎コミックス）

イラスト
- 「背が低めの人のファッションルール」（2013年、宝島社）
- 「ぽっちゃりめの人のファッションルール」（2014年、宝島社）

## 連載
- 「セカンド・ラブ」原作ゆぅ　全18話（魔法の図書館プラス）
- 「はじめてのH」全11話（CUTiE、宝島社）
- 「call me by name」全17話（コミックスピカ、幻冬舎コミックス）
- 「仲良し大作戦」全4話（ねこのしっぽ、日本出版社）